# Dorżele
Dorżele (lit. Darželiai) – wieś na Litwie, w okręgu wileńskim, w rejonie wileńskim, w gminie Bujwidze.
Miejscowość pojawia się w źródłach pod różnymi nazwami Dorżele, Derżele i Derszele oraz Kaukaz, będącą już w 1938 nazwą historyczną.

## Historia
W dwudziestoleciu międzywojennym zaścianek leżący w Polsce, w województwie wileńskim, w powiecie wileńsko-trockim, do 1 kwietnia 1927 w gminie Bystrzyca, następnie w gminie Niemenczyn.
Po II wojnie światowej w granicach Związku Sowieckiego. Od 1991 na niepodległej Litwie.